# Ndélé (subprefektur)
Ndélé är en subprefektur i Centralafrikanska republiken.   Den ligger i prefekturen Bamingui-Bangoran, i den centrala delen av landet, 500 km nordost om huvudstaden Bangui. Antalet invånare är 13 704.
Omgivningarna runt Ndélé är huvudsakligen savann. Trakten runt Ndélé är nära nog obefolkad, med mindre än två invånare per kvadratkilometer.